# Jupien
Jupien és un personatge de l'obra A la recerca del temps perdut de Marcel Proust. És sastre, i el seu taller és dins l'hotel de Guermantes.
Descrit com un «home a qui només li agrtaden els vells (homme qui n'aime que les vieux messieurs», el narrador el sorprèn al començament de Sodoma i Gomorra fent l'amor amb Charlus, del qual esdevé a partir d'aleshores el «secretari», i més endavant compra i dirigeix un bordell pel seu propi compte. Aquesta escena és l'ocasió, en l'obra, per a una comparació entre la sexualitat humana i la sexualitat vegetal. Barthes deixa entendre que la inversió que es descriu podria ser un imatge teòrica de la creació proustiana. Deleuze concedeix també un gran paper a aquestes pàgines al seu estudi sobre els nivells de la Recerca, apareguda a Proust et les Signes.
A El temps retrobat, s'ocupa maternalment de Charlus esdevingut senil. La seva neboda, Marie-Antoinette (tot i que l'àvia del narrador, i Proust li-mateix, la descriguin de vegades com la seva filla), modista, està enamorada de Morel, qui l'ha seduïda.

## Intèrprets en adaptacions cinematogràfiques
- Jacques Pieiller a Le Temps retrouvé de Raoul Ruiz (1999)
- Michel Fau a À la recherche du temps perdu de Nina Companeez (2011)